# Сакья
Сакья (Сакьяпа) (тиб. ས་སྐྱ་, Вайли sa skya, буквально «Серая Земля») — школа тибетского буддизма, основанная в 1073 году Кхон Кончог Гьялпо (1034—1102), центром школы является одноимённый монастырь Сакья около Шигадзе в Тибете. Школа Сакья принадлежит к школам новых переводов (сарма); глава носит титул Сакья Тридзин.

## История
Монастырь Сакья контролировался аристократическим кланом Кхон, из числа представителей которого выходили иерархи этого направления буддизма. Школа Сакья не требовала обязательного безбрачия у духовных лиц, но существенным ограничением здесь было требование прекратить половую жизнь после рождения наследника. Однако сакьяские иерархи принимали монашеские обеты, что привело к установлению практики передачи сана настоятеля и первоиерарха школы от дяди к племяннику в рамках клана Кхон.
Доктрина школы Сакья восходит к учению индийского махасиддхи Вирупы, провозгласившего принцип «плод — результат», согласно которому цель пути непосредственно реализуется в процессе его прохождения. Огромное значение традиция Сакья придаёт практике йоги промежуточного состояния (бардо). По философским взглядам последователи Сакья придерживаются синтеза умеренной мадхьямаки и йогачары. Центральной для этой школы тантрой является «Хеваджра-тантра».
Несмотря на то, что представители школы Сакья отличались учёностью и были авторами многочисленных сочинений, эта школа прославилась в первую очередь своей политической активностью в плане достаточно успешных попыток объединения Тибета в единое теократическое государство; в этом отношении иерархи Сакья, несомненно, были непосредственными предшественниками гелугпинцев. Сакьясцам практически удалось достичь этой цели, чему прежде всего способствовали их тесные контакты с правителями монгольской империи Юань.

## Пять Почитаемых Высших Мастеров Сакья
1. Сачен Кунга Нинбо
2. Сонам Цземо
3. Дракпа Гьялцен
4. Сакья Пандита Кунга Гьялцен (Первый Сакья Пандита)
5. Дромтон Чогьял Пагпа.

Школу Нгор основал Нгорпа Кунга Зангпо, а школу Цар основал Царчен Одсал Гьямцо.

## Подшколы
Имеются следующие подшколы Сакья:
- Нгор
- Сакья
  - Бодонг
  - Булуг
  - Дзонг
- Цар

Иногда к ответвлениям Сакья относят школу Джонанг. Но это спорное утверждение, потому что по линии преемственности Джонанг не восходит к основателям традиции Сакья, кроме того последователи Джонанг не считают себя сакьясцами.